# 伊藤武七郎
伊藤 武七郎（いとう ぶしちろう、1868年7月23日（明治元年6月4日）- 1936年（昭和11年）10月26日）は、大正から昭和前期の大地主、政治家。衆議院議員、東京府荏原郡荏原町長。

## 経歴
武蔵国荏原郡下蛇窪村（東京府荏原郡平塚村、平塚町、荏原町、東京市荏原区を経て現東京都品川区）で、地主・伊藤受房の二男として生まれる。父は杜松斎景湖と名乗り寺子屋を開いていた。攻玉社中学校（現攻玉社中学校・高等学校）で学んだ。1917年（大正6年）5月に家督を相続した。
平塚村内堀普通水利組合議員、同村会議員、同耕地整理組合長、荏原郡会議員、荏原町長、東京府会議員（4期）、同副議長、土地貸借価格調査委員、品川普通水利組合会議員、東京市会議員、同参事会員、荏原区公民学務委員などを務めた。
1936年（昭和11年）2月の第19回衆議院議員総選挙に東京府第5区から立憲民政党公認で出馬して当選し、衆議院議員に1期在任した。議員在任中の1936年10月に死去した。

## 人物
宗教は浄土真宗。